# Huexoapa, Guerrero
Huexoapa är en ort i Mexiko.   Den ligger i kommunen Metlatónoc och delstaten Guerrero, i den sydöstra delen av landet, 250 km söder om huvudstaden Mexico City. Huexoapa ligger 1 735 meter över havet och antalet invånare är 899.
Terrängen runt Huexoapa är varierad. Huexoapa ligger nere i en dal. Runt Huexoapa är det ganska glesbefolkat, med 43 invånare per kvadratkilometer. Närmaste större samhälle är San Vicente Zoyatlán, 9,6 km nordost om Huexoapa. I omgivningarna runt Huexoapa växer huvudsakligen savannskog.